# Godzilla vs. Gigan
Godzilla vs. Gigan (Japanse titel Chikyū Kogeki Meirei: Godzilla tai Gigan (地球攻撃命令　ゴジラ対ガイガン, Chikyū Kogeki Meirei Gojira tai Gaigan, Letterlijk. "Aards Aanvalscommando: Godzilla tegen Gigan")) is een Japanse Kaijufilm uit 1972. Het is de 12e van de Godzillafilms. De regie was in handen van Jun Fukuda. De speciale effecten werden verzorgd door Teruyoshi Nakano.

## Verhaal
Een ras van enorme op insecten lijkende buitenaardse wezens smeed een complot om de Aarde de veroveren daar hun eigen planeet langzaam afsterft. Ze nemen de lichamen van een aantal recentelijk overleden mensen over, en gaan undercover als medewerkers van een attractiepark genaamd World Children's Land (gelegen in Zwitserland). Het centrum van dit park is een op Godzilla gebaseerde toren genaamd "Godzilla Tower". Het plan van de aliens is om de ruimtemonsters King Ghidorah en Gigan in te zetten om de mensheid uit te roeien.
Mangatekenaar Gengo Kotaka ontdekt per ongeluk het plan van de buitenaardsen wanneer hij wordt ingehuurd als architect voor het park. Ze bemachtigen een van de apparaten waarmee de aliens Ghidorah en Gigan naar de aarde wilden lokken, en gebruiken deze om Godzilla en Anguirus naar het park te halen. Een gevecht breekt los tussen de vier monsters. De aliens proberen Godzilla uit te schakelen via een laser die ze in de Godzilla Tower hadden verstopt, maar de toren wordt opgeblazen door een groep mensen die ook het plan van de aliens hadden ontdekt. Godzilla en Anguirus verdrijven Gigan en King Ghidorah van de aarde.

## Rolverdeling
| Acteur             | Personage                           |
| ------------------ | ----------------------------------- |
| Hiroshi Ishikawa   | Gengo Kotaka                        |
| Tomoko Umeda       | Machiko Shima                       |
| Yuriko Hishimi     | Tomoko Tomoe                        |
| Minoru Takashima   | Shosaku Takasugi                    |
| Zan Fujita         | Fumio Sudo                          |
| Toshiaki Nishizawa | Kubota                              |
| Kunio Murai        | Takashi Shima                       |
| Gen Shimizu        | aanvoerder van het defensieve leger |
| Kuniko Ashihara    | Mrs. Fudo                           |
| Zeko Nakamura      | priester                            |
| Akio Muto          | Kadohisa                            |
| Haruo Nakajima     | Godzilla                            |
| Kenpachiro Satsuma | Gigan                               |
| Koetsu Omiya       | Anguirus                            |
| Kanta Ina          | King Ghidorah                       |

## Achtergrond

### Productie
De film had een lager budget dan de meeste andere Godzillafilms. Derhalve moesten de producers veel gebruikmaken van beeldmateriaal uit oudere films waaronder Ghidorah, the Three-Headed Monster, Rodan, War of the Gargantuas, Destroy All Monsters, en Invasion of Astro-Monster.
De muziek wordt vaak toegewezen aan Akira Ifukube, die muziek componeerde voor veel andere Godzillafilms. De muziek in deze film was echter overgenomen uit eerdere films geproduceerd door Toho.

### Opbrengst
In Japan werden voor de film ongeveer 1,780,000 kaartjes verkocht.

### Amerikaanse versie
In 1977 bracht CinemaShares een nagesynchroniseerde en ietwat veranderde versie van Godzilla vs. Gigan uit in Noord-Amerika. Deze versie droeg de naam Godzilla on Monster Island, hoewel de film zich maar voor een klein deel op dit eiland afspeelt. Een aantal scènes werden verwijderd om te voorkomen dat de film een te hoge rating zou krijgen van de MPAA, waaronder een shot waarin Gigan Anguirus tot bloedens toe verwondt.